# Zahia Ziouani
Zahia Ziouani, (París, 27 de junio de 1978) es una directora de orquesta francesa. Es la hermana melliza de la violonchelista Fettouma Ziouani.

## Biografía
Zahia Ziouani nació el 27 de junio de 1978 en París de padres argelinos.En 1981, su familia se mudó a Pantin A los 8 años dirigió el coro de su escuela y tomó lecciones de guitarra en el conservatorio. A los 12 años aprendió a tocar la viola y se unió a la orquesta estudiantil, aspirando a convertirse en directora profesional 
Licenciada en análisis musical, orquestación y musicología por la Universidad París-Sorbona, obtuvo varios diplomas de conservatorio (viola, guitarra clásica, música de cámara).

### Trayectoria musical
Estudió dirección de orquesta con el maestro Sergiu Celibidache en la Schola Cantorum. En 1998 fundó la Orquesta Sinfónica Divertimento que dirige, que reúne a 70 personas músicas y profesorado de instrumentos de la isla de Francia, y de la que es directora musical. En 2007, fue nombrada primera directora invitada de la Orquesta Nacional de Argelia en el marco del evento “Argel, capital de la cultura árabe ». También es directora asociada del conjunto instrumental Densités 93.
Actúa en numerosos conciertos junto a solistas de renombre (Raphaël Pidoux, Jean-Marc Phillips-Varjabédian, Tedi Papavrami, Xavier Phillips, Deborah Nemtanu, Sophie Koch, Ferruccio Furlanetto, Patrick Messina, Michel Moraguès, Adam Laloum, Shani Diluka, Raphaël Didjaman …) en lugares prestigiosos (Sala de Conciertos de la Cité de la Musique, Sala Pleyel, Olimpia, Basílica de Saint-Denis, Teatro Nacional de Argelia, Palacio Stéphanie de Cannes …).
Entre los momentos más destacados que marcaron su actividad artística de 2010 a 2013, dirigió la Orquesta Nacional Pays de la Loire, la Filarmónica Nacional de Bosnia y Herzegovina, la Orquesta Nacional de Cannes, la Orquesta Filarmónica Juvenil de la Comunidad Árabe, la Orquesta Sinfónica de El Cairo, la Orquesta Sinfónica de Túnez y numerosas orquestas en el extranjero, especialmente en Polonia, Argelia y México.

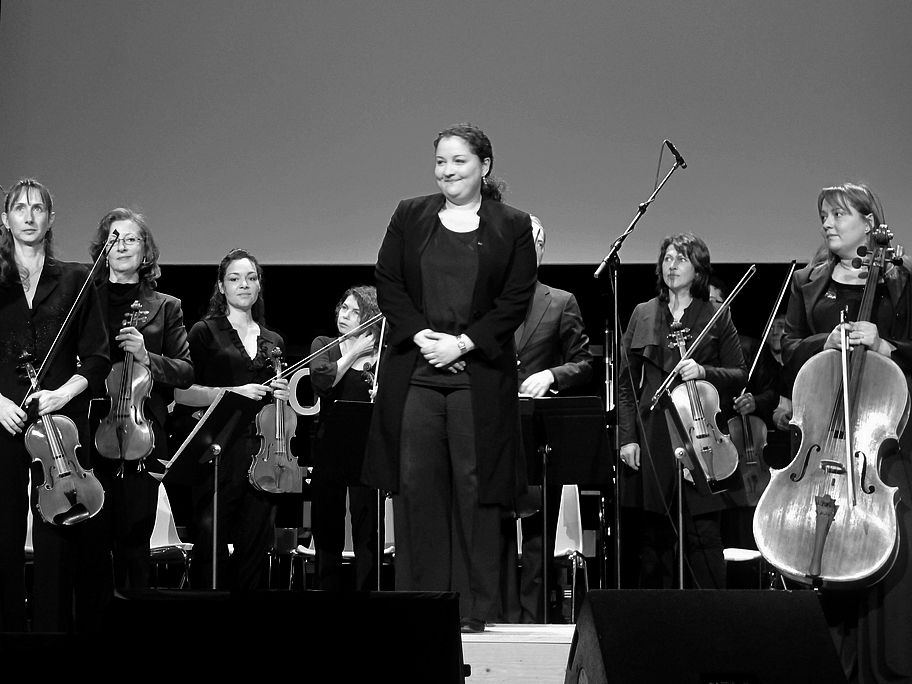
Zahia Ziouani en concierto, 28 de enero de 2012.

En 2013, fue invitada a dirigir la Orquesta Sinfónica Divertimento para actuar en el Grand Théâtre de Provence y en numerosos lugares de la región Provenza-Alpes-Costa Azul en el marco del evento internacional Marsella-Provenza.
Muy sensible a los problemas de acceso a la cultura para todos los públicos, participa en proyectos para sensibilizar a la opinión pública sobre la promoción de la música sinfónica y lírica. Está asociada a la dirección artística y educativa del proyecto DEMOS (Sistema de educación musical con vocación social).
Actúa en numerosos festivales en Rusia, España, Alemania, Chequia, Polonia, Bélgica y Argelia. Dirigió la escuela de música y danza de Stains (Sena-Saint-Denis).

## Obra
- Zahia Ziouani (2010). La Chef d’orchestre (en francés). Paris: A. Carrière. p. 211. ISBN 978-2-84337-567-5..
- Zahia Ziouani (2015). D’une rive à l’autre (en francés). Paris: Édition Art, Aux reflets du temps. p. 194. ISBN 978-2916237329..

## Premios y reconocimientos
- 2022 Película Divertimento de Marie-Castille Mention-Schaar, interpretada por la actriz Oulaya Amamra.[9]
- 2021 Oficial de La Orden Nacional del Mérito.[10]
- 2020 Les 40 Femmes Forbes 2020[11]
- 2016 Documental Zahia Ziouani: Allegro dans le 93, dirigido por Marc Mopty y producido por France Télévisions.[12]
- 2014 Comendadora de la Orden de las Artes y las Letras de la República Francesa.[13]
- 2014 Premio Femme d'influence 2014.[14]
- 2010 Fue nombrada miembro del consejo de orientación del Museo de Historia de la Inmigración.[15]
- 2010 Documental Zahia Ziouani, une chef d'orchestre entre Paris et Alger, realizado por Valérie Brégaint y producido en colaboración con Arte France y emitido en France 2.[16]
- 2006 Trophées de la réussite au féminin.[17]